# Ponte Ferroviária de Oeiras
A Ponte Ferroviária de Oeiras, mais conhecida por Ponte de Oeiras, é uma infra-estrutura ferroviária da Linha de Cascais, situada na Freguesia de Oeiras e São Julião da Barra, Paço de Arcos e Caxias, em Portugal, que atravessa o vale do rio das Parreiras entre Oeiras e o bairro de Santo Amaro.

## Caracterização
Esta ponte apresenta dois tabuleiros autónomos, um para cada via férrea em bitola ibérica, suportados por dois pilares comuns, tendo cada tabuleiro cerca de 127 m de comprimento e 4 m de largura. Cruza o rio das Parreiras, e as Ruas Henrique de Paiva Couceiro e José Diogo da Silva.

## História

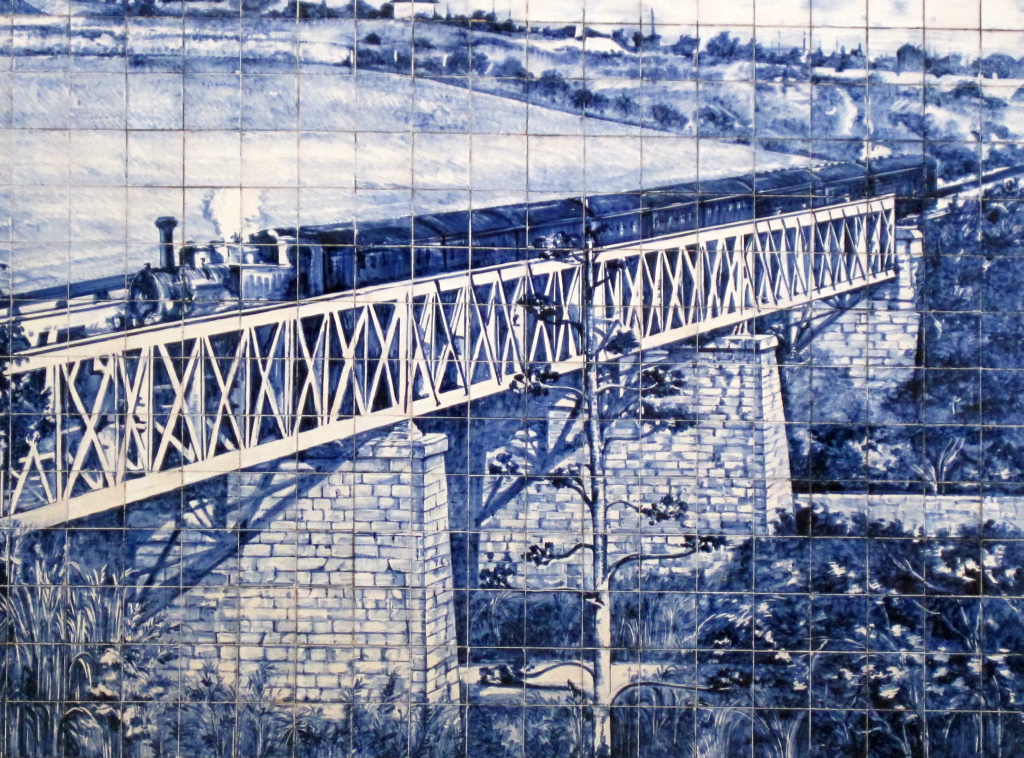
Painel de azulejo na Estação Ferroviária de Oeiras, representando a Ponte Ferroviária de Oeiras.

A ponte foi inaugurada, junto com a Linha de Cascais, a 30 de Setembro de 1889, tendo a via férrea sido electrificada em 1926.
Entre 2002 e 2003, foram substituídos os tabuleiros metálicos nesta ponte.